# Frontière entre l'Arménie et la Géorgie
La frontière entre l'Arménie et la Géorgie sépare l'Arménie et la Géorgie sur une longueur de 164 kilomètres.

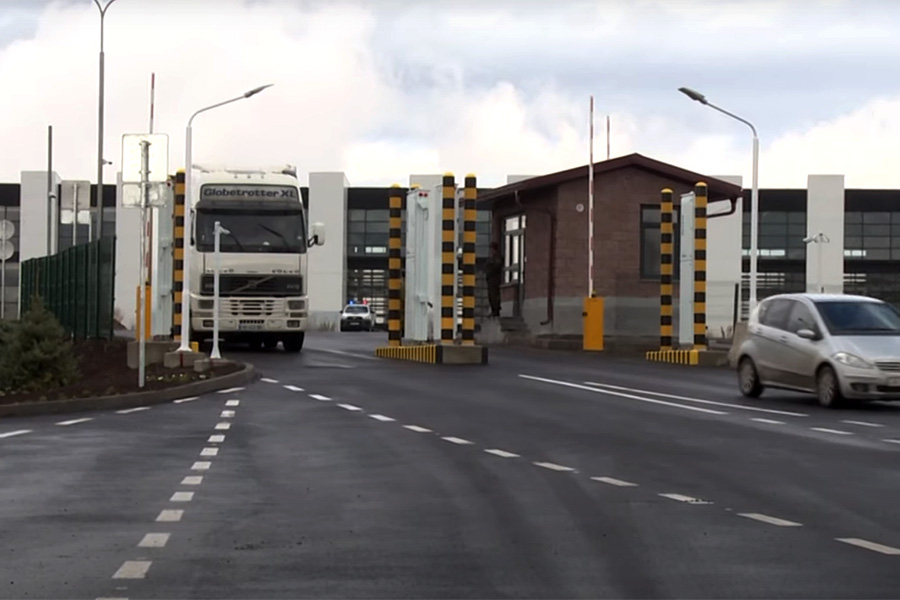
Le poste-frontière de Bavra - Ninotsminda.